# Polytepalum angolense
Polytepalum angolense là loài thực vật có hoa thuộc họ Cẩm chướng. Loài này được Suess. & Beyerle miêu tả khoa học đầu tiên năm 1938.